# Tengger (sopka)
Tengger je činný vulkanický komplex na východě indonéského ostrova Jáva. Skládá se z pěti navzájem se překrývajících kalder, stratovulkánů, sypaných kuželů, maarů a lávových dómů. Stáří komplexu se odhaduje na 820 tisíc let. Nejmladší členem je Bromo, nacházející se v kaldeře Sandsea a patří mezi nejaktivnější sopky Indonésie.

## Seznam sopečných struktur komplexu
- Stratovulkány
  - Cemorolawang
- Sypané kužele
  - Batok
  - Bromo – 2 329 m
  - Koersi
  - Kursi
  - Pananjakan – 2 770 m
  - Semongkrong
  - Watangan
  - Widoraden
- Maary
  - Grati
- Kaldery
  - Keciri
  - Kundi-Baruklingting-Sapikerep
  - Ngadisari
  - Nongkojajar
  - Sandesa
- Dómy
  - Gondang
  - Gunturan
  - Penunggul
  - Prongoll
  - Ringgit
  - Sambinongko
  - Seadeng